# Camak
Camak je město v Warren County, v Georgii, ve Spojených státech amerických. V roce 2011 žilo ve městě 137 obyvatel.

## Demografie
Podle sčítání lidí v roce 2000 žilo ve městě 165 obyvatel, 71 domácností a 40 rodin. V roce 2011 žilo ve městě 62 mužů (45,7%), a 75 žen (54,3%). Průměrný věk obyvatele je 49 let.